# 萨姆·布朗巴克
萨姆·戴尔·布朗巴克（英語：Samuel Dale Brownback，1956年9月12日—），曾任美国国际宗教自由事务无任所大使、堪萨斯州聯邦參議員、堪萨斯州州长。
2007年1月20日，他宣布参加2008年美国总统选举，竞争共和党总统候选人提名。但是布朗巴克在2007年10月19日宣布退出了总统选举，因为资金不足。2011年1月，布朗巴克就任堪萨斯州州长。
2018年2月1日起，布朗巴克擔任美国国务院国际宗教自由无任所大使。
2020年7月，中华人民共和国外交部以在新疆问题上“ 表现恶劣”为由制裁布朗巴克、聯邦參議員泰德·克鲁兹、馬可·魯比奧、联邦众议员克里斯·史密斯四人，以回应美国对新疆官员的制裁。